# Фест

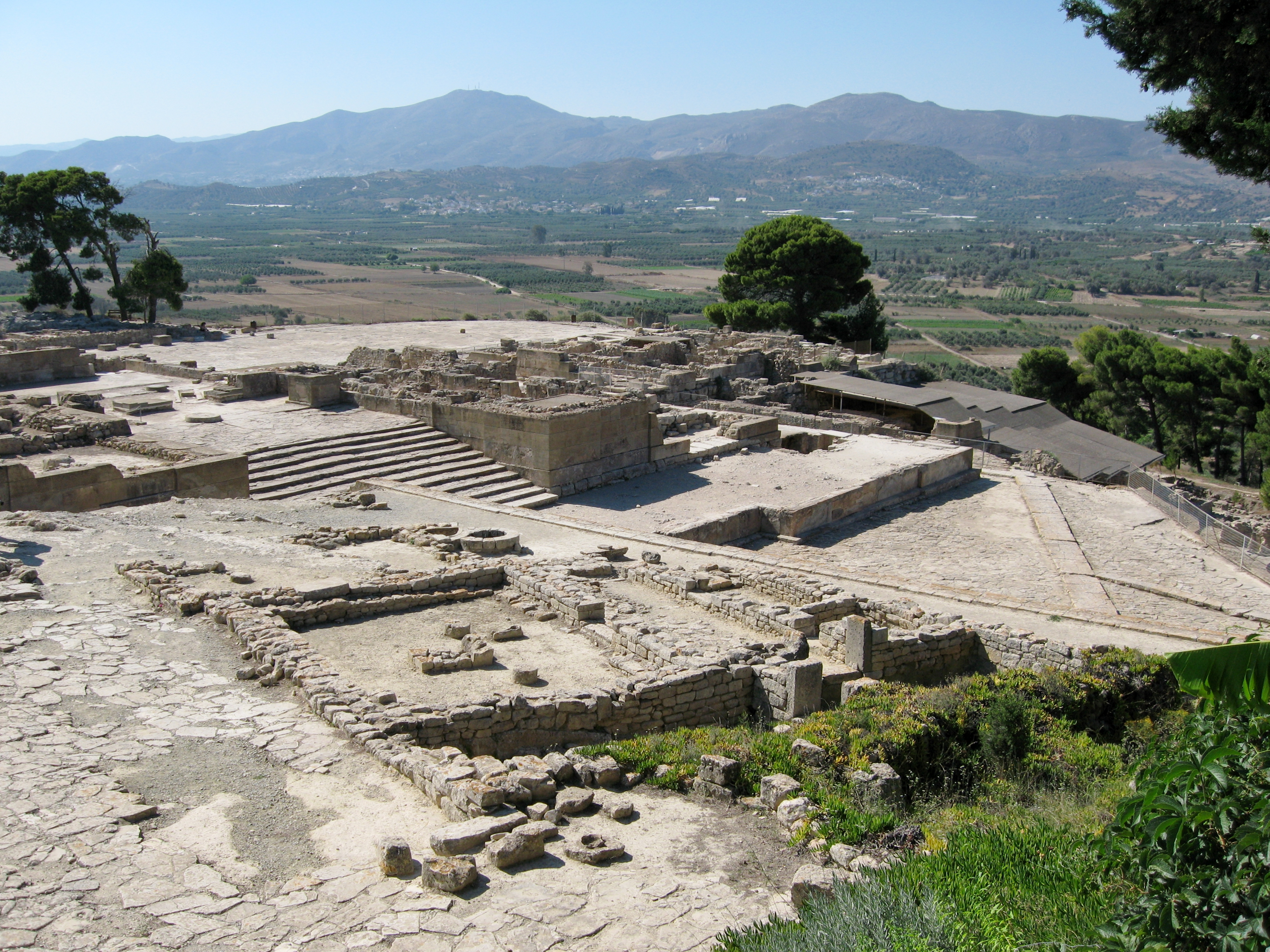
Палацовий комплекс Фесту

Фест (грец. Φαιστός, у написах лінійним письмом А та Б — PA-I-TO) — давньогрецьке місто на острові Крит, розташоване біля південного узбережжя центральної частини острова на плато Мессара (префектура Іракліон). Найдавніші поселення відносяться до 4 тисячоліття до н. е., з початку 2 тисячоліття до н. е. Фест стає одним з найбільших центрів мінойської цивілізації. Палац Фесту, другий за величиною після Кносського, був зруйнований у 15 столітті до н. е. в результаті сильного землетрусу, однак місто продовжувало існувати, хоча і втратило значення, аж до візантійської епохи.
Фест був виявлений і розкопаний археологічною експедицією Федеріко Хальберра на початку 20 століття. Часткові розкопки палаців і портових споруд проводилися з 1900 року. Одне з найважливіших відкриттів експедиції — Фестський диск. Доступ на місця розкопок вільний.

## Історія

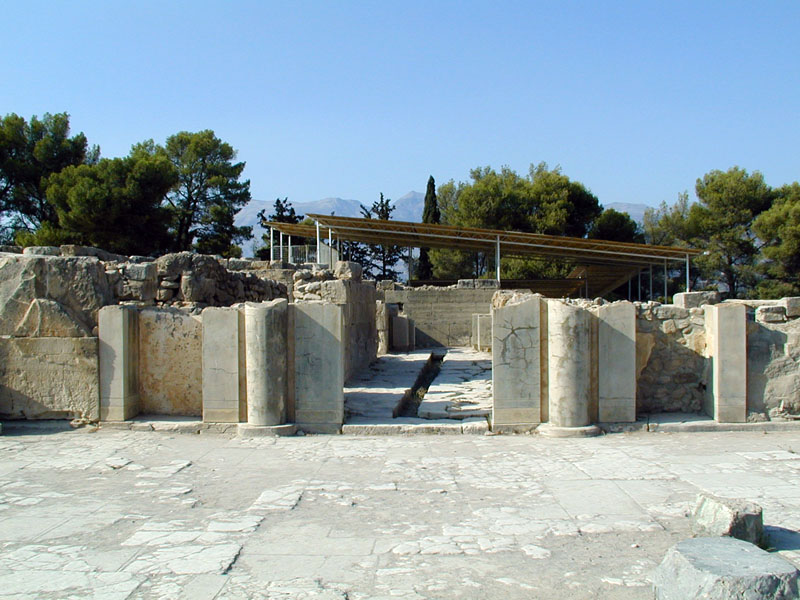
Вхід в палац

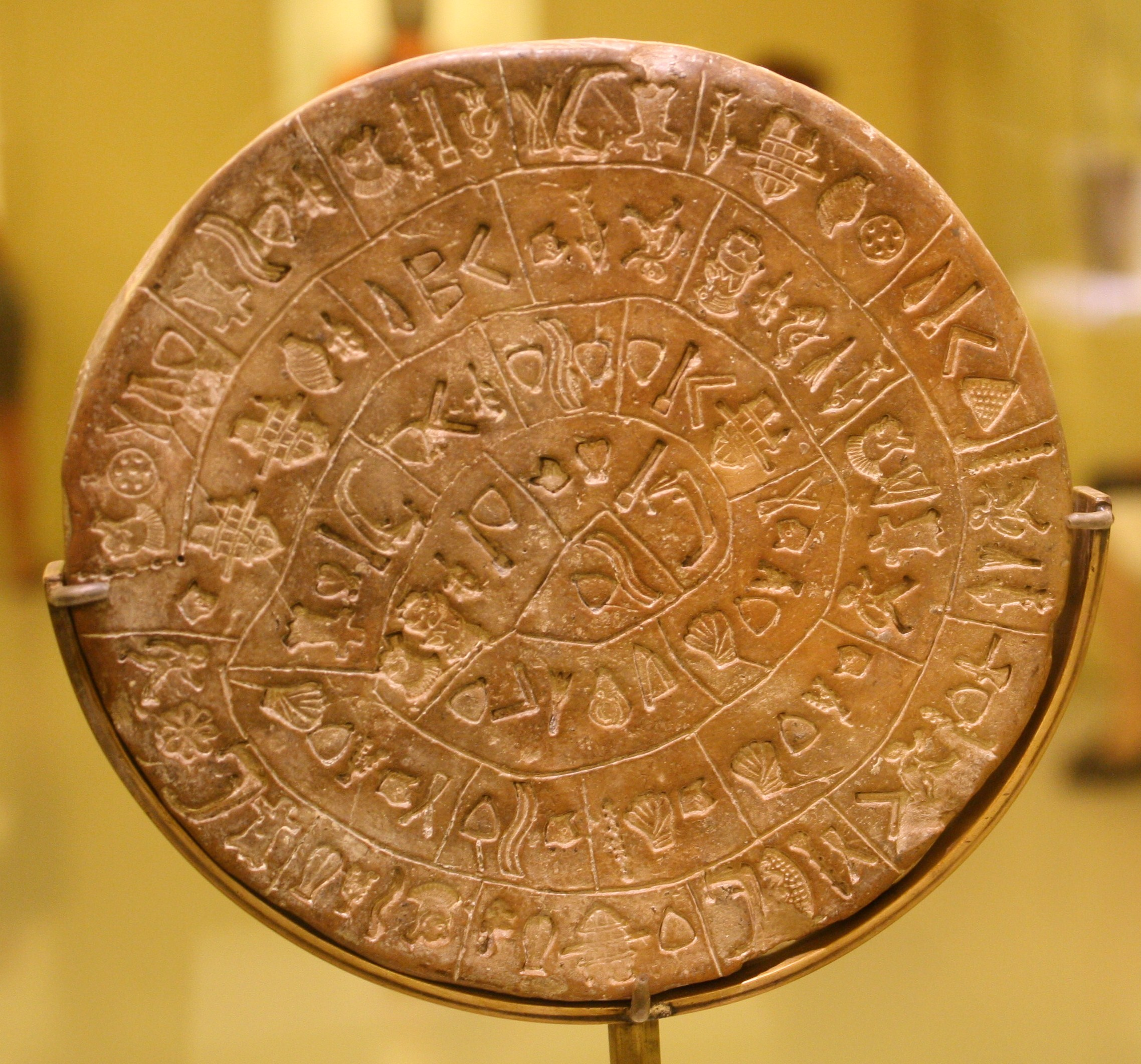
Фестський диск

### Мінойський Фест
Вже в пізньому неоліті, приблизно з 4000 до н. е. плато Мессара і пагорб Фест (також зустрічається назва Кастрі) були заселені. Перші виявлені тут ранньомінойські артефакти, датуються 3000 роком до н. е. За переказами, місто Фест було засноване владикою Криту Міносом Старим, назву свою отримав пізніше на честь сина (або онука) Геракла — героя Феста, убитого Ідоменеєм, онуком Міноса Великого, також критським царем. Першим царем Фесту, згідно з легендами, був Радамант. За Гомером, місто брало участь у Троянській війні за часів панування Ідоменея. У нижніх культурних шарах були виявлені залишки поселень неоліту і допалацового періоду (2600—2000 роки до н. е.). Зокрема, в південній частині центрального двору Фесткого палацу була знайдена кругла неолітична хижа.
Перший палац у Фесті з'явився у ранньопалацовий період (1900—1700 р. до н. е.) із розквітом мінойської культури. Археологи датують його 1900—1850 роками до н. е. У цей час Фест за своєю значимістю для мінойської світу принаймні не поступався Кноссу. Палац неодноразово переживав землетруси і пожежі і був зруйнований у 1700 році до н. е. в результаті найбільшого землетрусу, після виверження вулкана на острові Санторіні (деякі дослідники відносять цю подію до 1650 до н. е.). Поодинокі спроби відновлення палацу в 17 столітті до н. е. не увінчалися успіхом. Близько 1600 до н. е. у Фесті почалося спорудження нового розкішного палацу, але воно так і не була завершене. В цей же час з'явився палац у Агіа-Тріада, який був більше Фестського і розташований у безпосередній близькості до міста. Дослідники вважають, що в цей час туди була перенесена резиденція володаря, а «старий» Фест став релігійним і торговельним центром.
Новопалацовий період мінойської історії тривав приблизно з 1700 по 1430 рік до н. е. і завершився захопленням острова мікенськими греками (1450—1425 роки до н. е.). Пожежу, що знищила Фестський палац відносять до 1450 до н. е. і багато істориків пов'язують ці події. Деякі фахівці вважають, що причиною знищення палацу стала чергова природна катастрофа: землетрус або виверження вулкана. Однак вагомим аргументом проти цієї версії є те, що одночасно були зруйновані всі центри мінойського Криту, за винятком Кносса. Столиця продовжувала існувати до 1375 до н. е. Фест, як панівне місто південного Криту, зведене між гірськими масивами Кріонерітіс і Дікті із важлиовю гаванню Комо, був, звичайно, основною метою навали ахейців. У будь-якому випадку, точно відомо, що після пожежі 1450 до н. е. палац не відновлювали, хоч поселення на схилах пагорба продовжувало існувати і в післямінойську епоху — в геометричний, архаїчний і класичний періоди давньогрецької історії. Адміністрація міста знаходилася, ймовірно, в Агіа-Тріада, де були мегарон царя та цариці, а також ринкова площа.

### Ахейський Фест
Після катастрофи, яка спіткала мінойську цивілізацію, Крит заселяють греки — ахейці. Складається змішана культура, яка поєднує елементи місцевої мінойської культури з культурою ахейських іммігрантів.

### Античний Фест
Приблизно з 1000 до н. е. Крит став заселятися дорійцями. Цей проміжок часу — майже біла пляма в історіографії Фесту і Греції в цілому. З кінця геометричного і початку архаїчного періоду Фест розвивається як і інші грецькі міста, і стає великим містом-державою — полісом. Вже в геометричною добою (900—750 г в. до н. е.) у західній частині колишнього палацового двору з'явилися житлові квартали, що існували і в архаїчний (750—500 р. до н. е.), і класичні періоди (500 — 336 р. до н. е.). У 7 столітті до н. е. виникали нові вулиці, зводилася храми, у тому числі храм богині Реї на південь від центрального двору старого палацу.
Фест контролював затоку Мессара від мису Мелісса у Агіа-Павлос до мису Літин, на південь від Матали. Кордон з основним конкурентом, Гортиною, проходила по області Мірес. У класичний і подальший період еллінізму (336—146 р. до н. е.) Фест входив до союзу міст Криту. У 180 до н. е. місто опинилося у підпорядкуванні свого східного сусіда — Гортини, що стала за доби римського панування (з 67 до н. е.) столицею Криту. Міста-держави управлялися з Риму, і Фест продовжував існувати як скромне поселення, у тіні Гортини.

## Археологія
Перші розкопки у Фесті починалися у 1900 році. Їх проводила Італійська археологічна школа в Афінах під керівництвом Федеріко Хальберра і Луїджі Перно. Щоб дістатися до культурних шарів мінойської епохи, пізніші споруди були знесені. Були відкриті частини як старого, так і нового палацу. Руїни нового палацу займають більшу частину площі розкопок. Деякі будівлі післямінойського періоду були збережені, наприклад, пізніший грецький храм Реї і одна з будівель у верхній частині двору.
Найважливіший результат роботи експедиції — відкриття в 1908 році знаменитого Фестський диска із друкованими знаками невідомого письма. Більшість дослідників датує диск 1700 до н. е. Нині Фестський диск експонується в Археологічному музеї Іракліону, як і більша частина знайденої у Фесті кераміки.
З 1952 року розкопки в Фесті проводив Доро Леві. Він досліджував, в першу чергу, старий палац і околиці міста. З 1970-х років робота зосереджена на звільненні околиць палацового пагорба, на схилах якого виявлено багато будівель геометричного і класичного періодів. Ці розкопки тривають і досі.

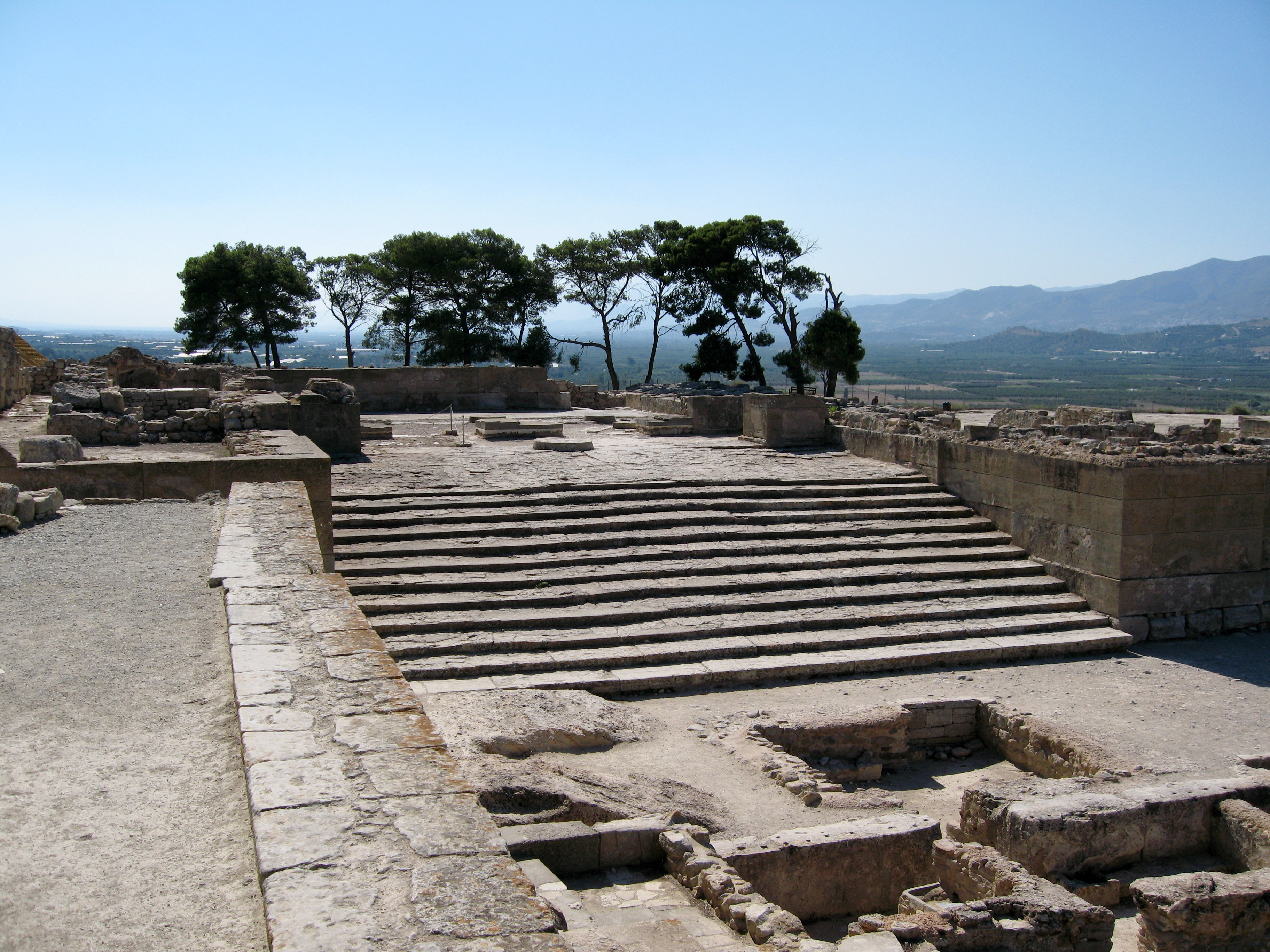
Сходи
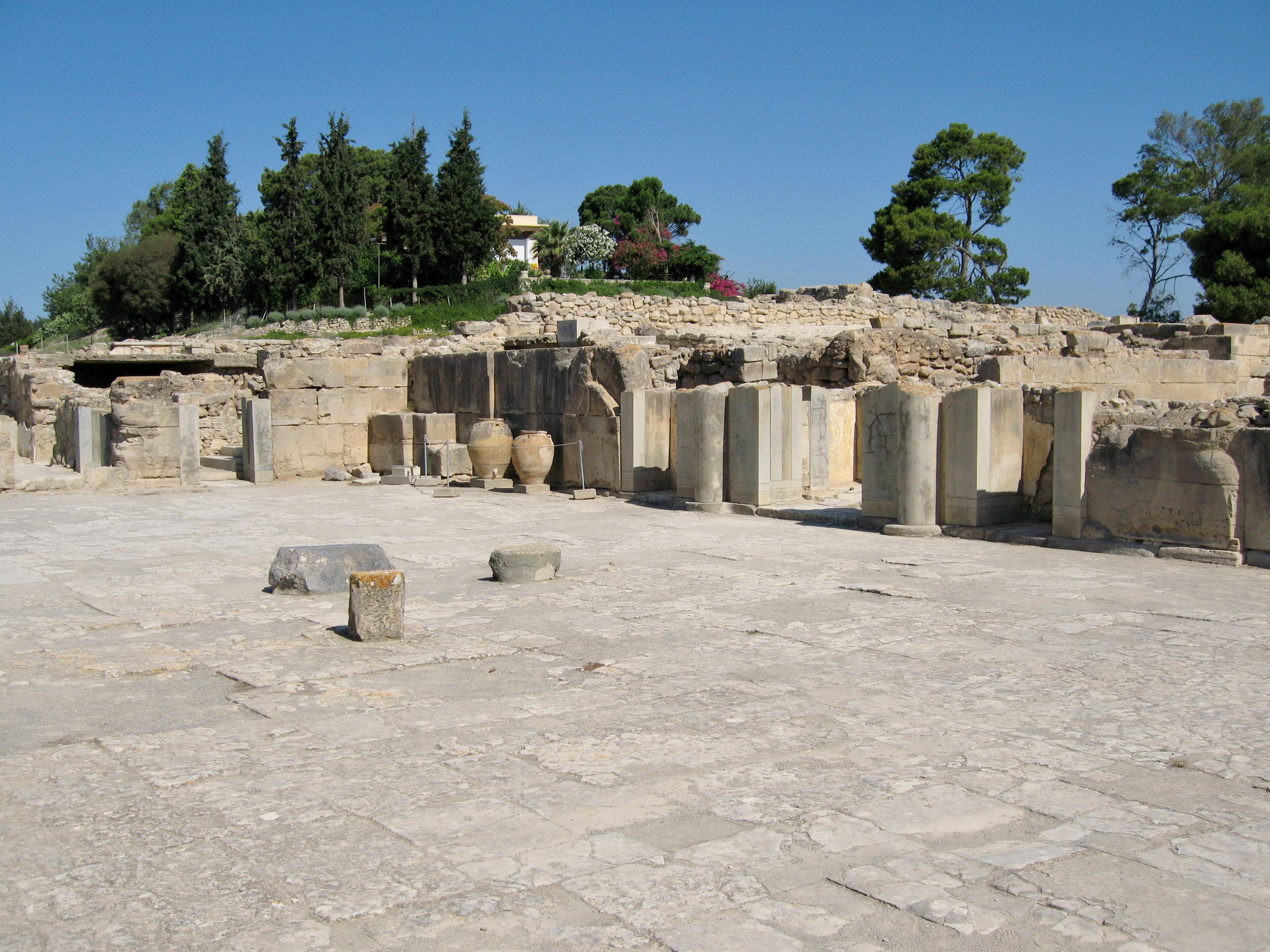
Головний двір
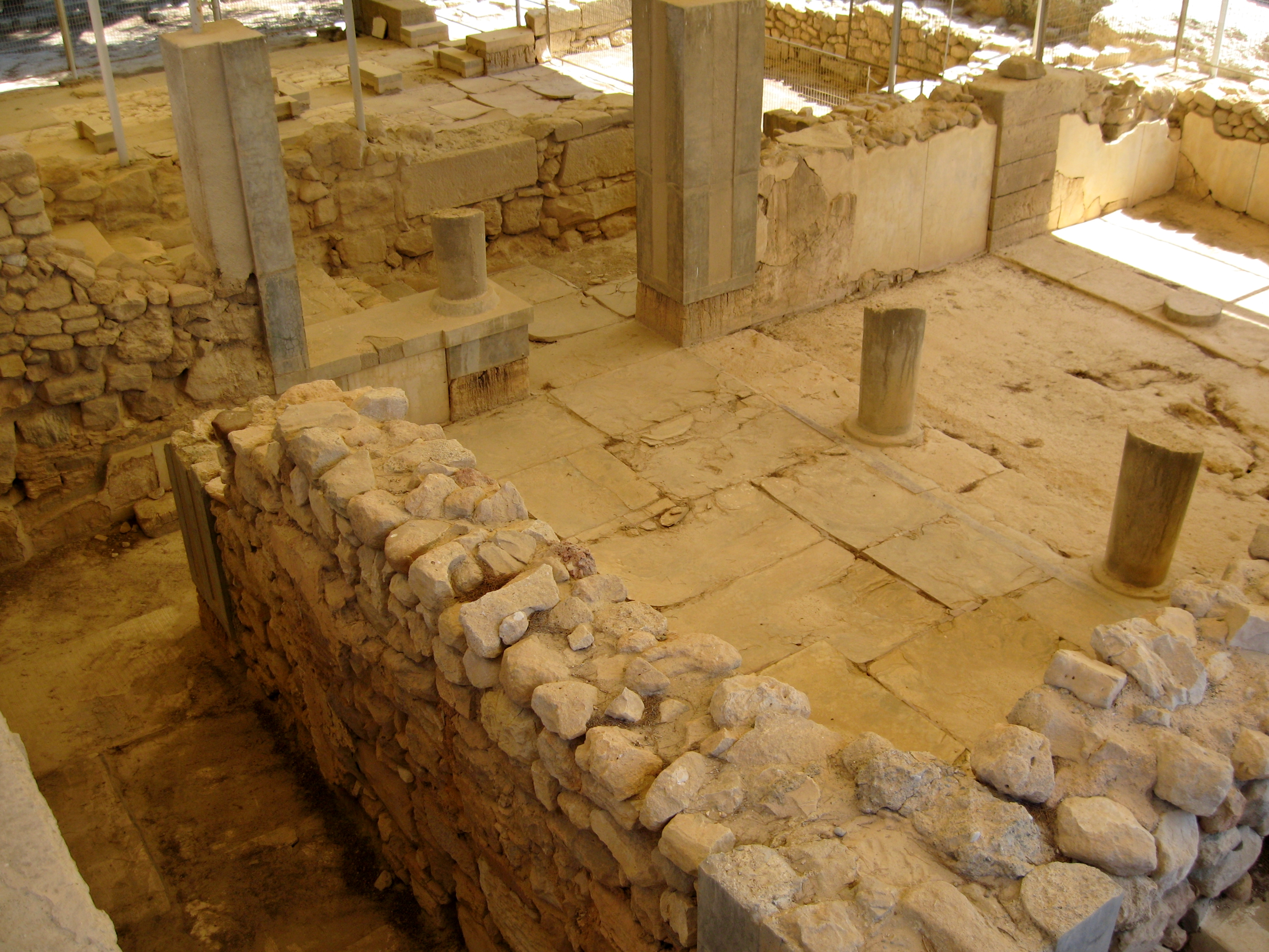
«Покої цариці»
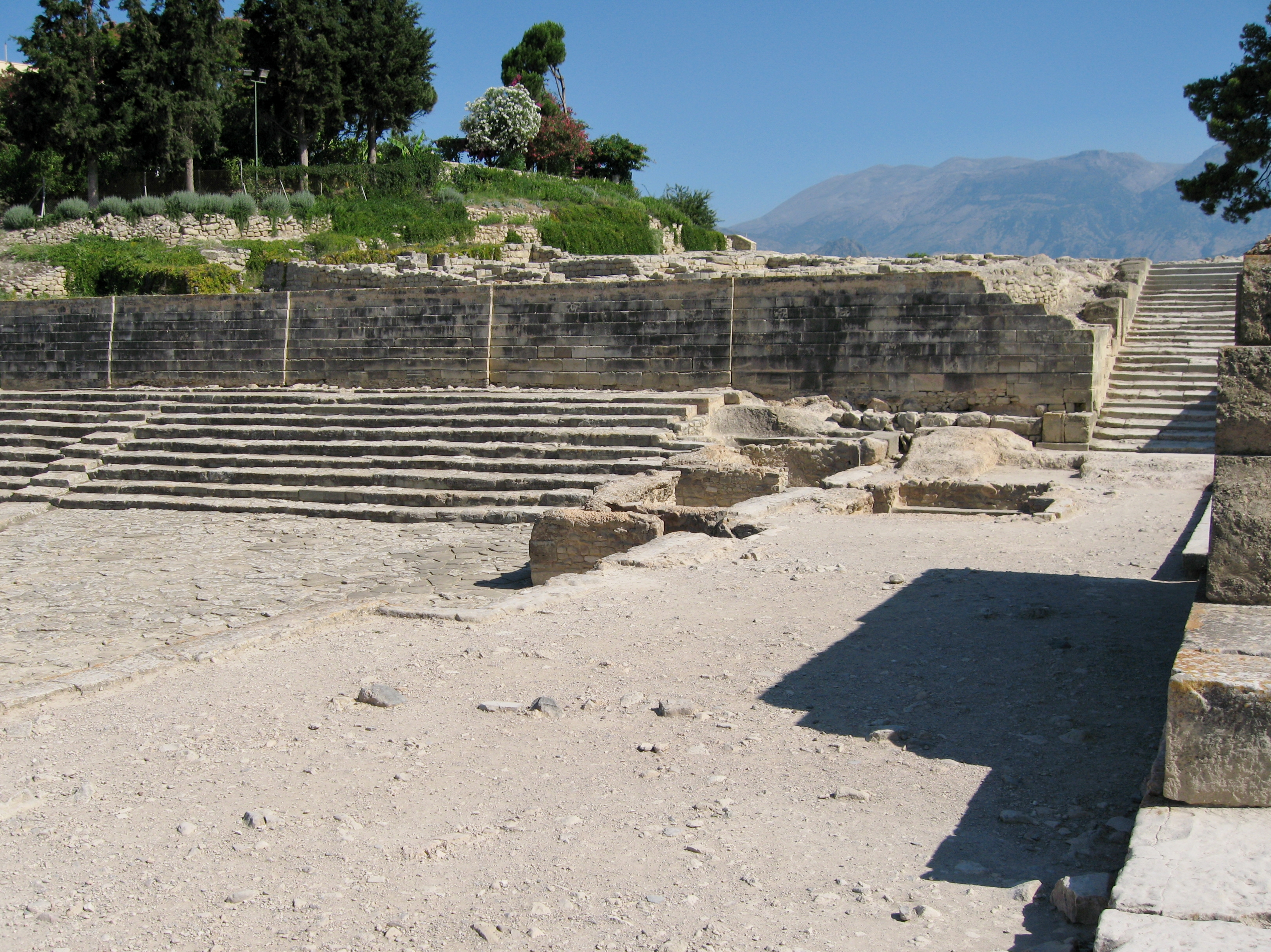
Західний двір з театром